# Investigació animal

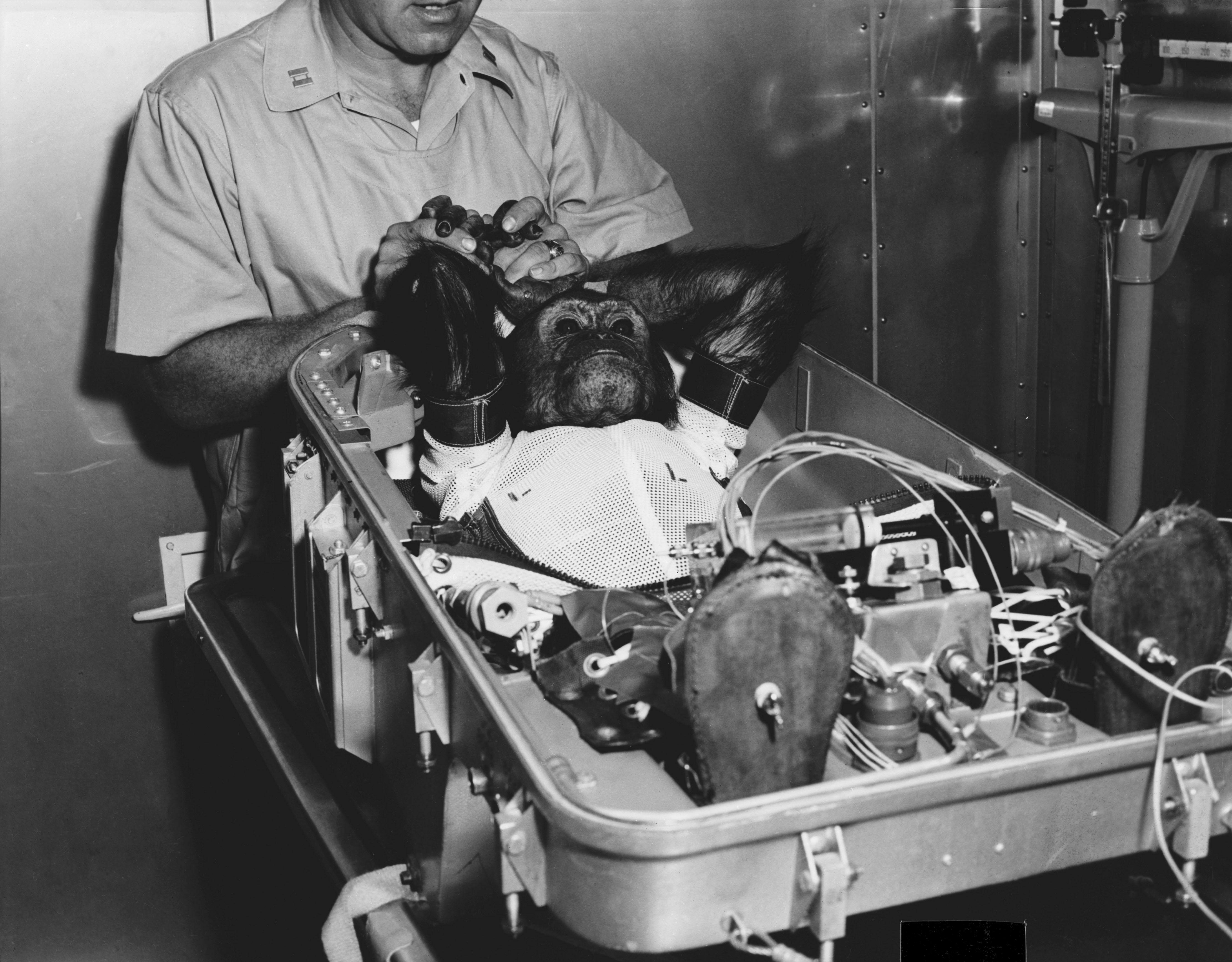
Enos, el ximpanzé espacial abans d'entrar a la càpsula Mercury-Atlas 5 el 1961.

La investigació animal és l'ús d'animals no humans en experiments científics. Es calcula que cada any s'utilitzen entre 50 i 100 milions d'animals vertebrats (des de peixos zebra fins a primats no humans). Tot i que s'utilitzen nombres molt més grans d'invertebrats i que l'ús de mosques i cucs com a organismes model és molt important, els experiments sobre invertebrats pràcticament no estan regulats i no se'ls inclou en les estadístiques. La majoria d'animals són sacrificats després de fer-los servir en un experiment. L'origen dels animals de laboratori varia entre països i espècies; mentre que la majoria d'animals són criats expressament, d'altres poden ser capturats de la natura o subministrats per venedors que els obtenen de subhastes en refugis.

## Història
Les primeres referències a l'experimentació amb animals es troben en els escrits dels grecs en els segles II i IV AC. Aristòtil (Αριστοτέλης) (384-322 AC) i Erasístrat (304-258 AC) van estar entre els primers a dur a terme experiments en animals vius. Galè, un metge romà que va viure al segle II DC, va disseccionar porcs i cabres, i és conegut com el "pare de la vivisecció". Ibn Zuhr, un destacat metge andalusí del segle xii, també va practicar la vivisecció, i va introduir l'experimentació amb animals com un mètode experimental per provar nous mètodes quirúrgics abans d'aplicar-los en pacients humans.

## Controvèrsies
Els defensors dels drets dels animals s'oposen a l'experimentació animal, argumentant que hi ha alternatives a l'experimentació amb animals i motius ètics. Les investigacions es porten a terme en universitats, escoles de medicina, companyies farmacèutiques, granges, establiments de defensa, i instal·lacions comercials que proporcionen serveis de proves d'animals per a la indústria. S'inclou la investigació pura com la genètica, la biologia del desenvolupament, estudis de comportament, així com la investigació aplicada com la investigació biomèdica, els xenotrasplantaments, proves de drogues i les proves de toxicologia, incloent les proves de cosmètics.
Alguns científics i organitzacions pels drets dels animals, com PETA (començant l'any 1980) i BUAV, es pregunten de la legitimitat de la mateixa, adduint que és cruel, que és una pràctica científica pobra, que està mal regulada, que han quedat obsoletes algunes de les proves, que no són capaços de predir els efectes en els éssers humans, que les despeses superen als beneficis, o que els animals tenen un dret intrínsec a no ser utilitzats per a la experimentació. La pràctica de l'experimentació amb animals està regulada en diversos graus en els diferents països.

### Prohibicions i regulacions
El 1822, es va promulgar la primera llei de protecció dels animals en el parlament britànic, seguida al 1876 per "Acta de la crueltat cap als animals", la primera llei que el seu objectiu específic era regular l'experimentació amb animals. La llei va ser promoguda per Charles Darwin, que va escriure a Ray Lankester al març de 1871: "M'has preguntat la meva opinió sobre la vivisecció. Estic d'acord amb el seu ús per a investigació real en fisiologia és justificable, però no per simple condemnable i detestable curiositat. És un assumpte que m'omple d'horror, així que no diré ni una paraula més sobre l'assumpte, o no dormiré aquesta nit."
El 19 de març de 2013, Espanya va aplicar una nova llei que prohibeix l'experimentació animal amb fins estètics. A partir de 2013 la Comissió Europea va prohibir comercialitzar a la Unió Europea qualsevol tipus de producte cosmètic (articles de tocador, cremes, sabons, maquillatge, higiene dental, etc.) que s'hagi experimentat en animals. L'experimentació amb animals a la Unió Europea ja estava prohibida des de 2004 per als productes cosmètics i des de 2009 per als ingredients cosmètics. A Espanya des de 2013 està prohibida l'experimentació amb grans simis (goril·les, ximpanzés, orangutans i bonobos) utilitzats per a l'experimentació i altres fins científics inclosa la docència. Mesos després el Consell de ministres de la Unió Europea va acordar prohibir les pràctiques científiques amb grans simis com els orangutans o ximpanzés, llevat de casos excepcionals per a certs tipus de malalties. El 2015 una mesura similar va ser presa a Nova Zelanda mentre que a l'Índia es prohibeix la importació. La prohibició de les importacions col·loca a l'Índia se suma a països com Brasil, Austràlia i Nova Zelanda. El 2013 l'empresa líder de cosmètics japonesa, Shiseido va eliminar les proves dels seus productes en animals, tant en els seus laboratoris de dins com als de fora del Japó.